# 스테판 브란코비치
스테판 브란코비치(Стефан Бранковић, 1417년 경 ~ 1476년 10월 9일)는 역사에서 장님공 스테판(Стефан Слепи)이라고도 알려진 1458년부터 1459년 사이 짧은 기간을 통치한 브란코비치 가 출신의 세르비아 전제공이다.

## 가족

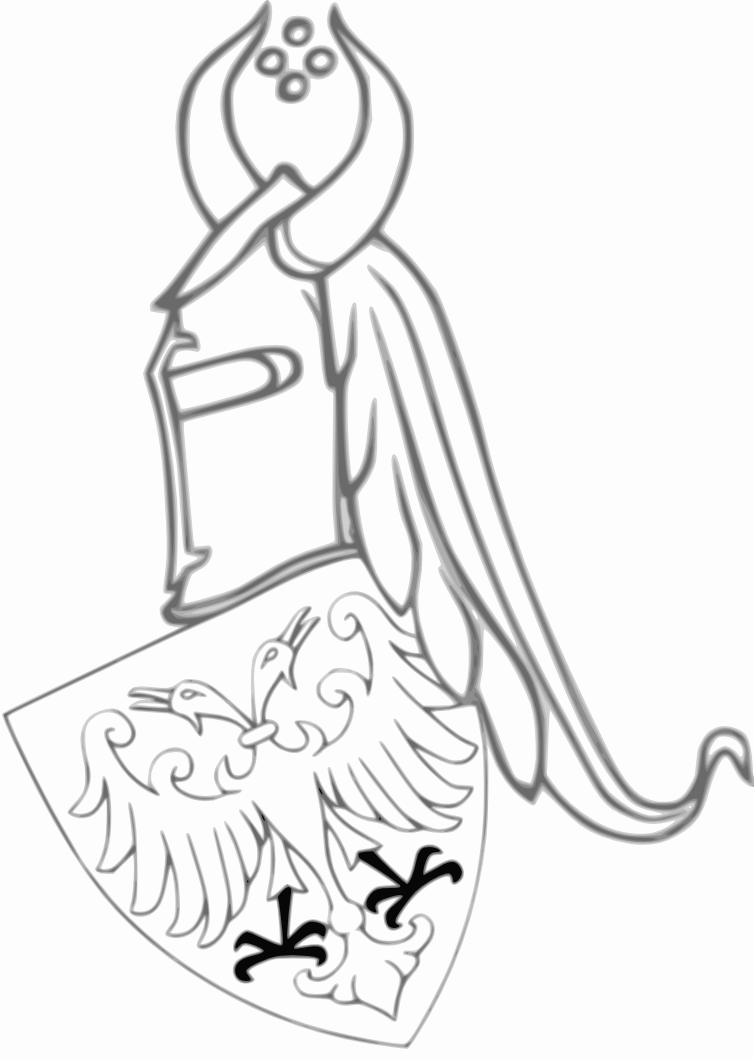
개인 문장.

스테판과 그의 일가들은 바티칸 도서관에서 소장중인 필사본 Dell'Imperadori Constantinopolitani(또는 "마사렐리 필사본"이라고도 알려진, 트리엔트 공의회의 서기장 안젤로 마사렐리의 문서에서 발견된)에서 이름 붙여졌다. 이 필사본은 그가 주라지 브란코비치와 이레네 칸타쿠제노스의 아들이라는 걸 알려줬다. D. M. 니콜(Nicol, 1994년)은 그의 주라지가 사전에 요아네스 4세 콤네누스의 딸과 혼인을 하면서, 모계에 대한 의문을 제기하기도 하였다. 하지만 그의 이론은 증거가 없다는 게 증명되었고 요아네스 4세가 1395년과 1417년 사이에 태어나면서 설명을 하는데 실패하였다. 요아네스가 1410년대부터 할아버지가 되는 건 아니였을 것이다.
1429년 9월 11일에 주라지는 아토스산에 있는 에스피그메누 수도원에 기부를 하였다. 그 기부 문서에 그의 부인 이레네와 다섯 자녀가 등장한다. 마사렐리 필사본에서도 또한 똑같이 주라지와 에이레네와 다섯 명의 자식들이 등장한다. 가계도에서는 토도르 브란코비치(Todor Branković)라는 여섯 번째 자녀가 등장한다. 그는 어린 나이에 사망한 아이 일수도 있고 같은 형제가 아닐 수도 있다. 마사렐리 문서에 나오는 가장 연장자 형제 자매는 그르구르 브란코비치다. 1429년 문서에서 그를 전제공이라는 작위와 함께 언급하였다. 그르구르는 브란코비치 가를 지지하는 세르비아 남부 지역의 관리자로 임명되었다. 그는 전해진 바에 의하면 1439년에 오스만 제국의 무라드 2세에 의해 임명되었다고 한다. 1441년 4월 그르구르는 무라드와 그의 정권을 타도하려는 계획을 세웠다는 혐의를 받았다. 그는 아마시아에 감금되어 1441년 5월 8일에 장님이 되고 만다. 그르구르와 그의 형제들은 주라지가 라구사 공화국에 특권을 부여한다는 것을 동의한다는 공동 서명을 하였다. 그르구르는 "제르만"(German)이라는 세례명을 가지고 수도원에서 은퇴를 한다. 피네(Fine)에 따르면, 그르구르는 1458년에 그 또는 그의 아들에 대한 라슈카(산자크의 일부분) 계승권을 주장하며 다시 세속으로 나왔다고 한다. 마사렐리 필사본에서는 그르구르를 미혼이라고 언급한다. 이후 가계도에서 옐리사베타(Jelisaveta)라는 부인이 등장한다. 그르구르의 아들 부크 그르구레비치는 이후 명목상 세르비아 전제공(1471–1485)이었다. 그는 아마도 사상아였을 것이다.
마사렐리 필사본은 스테판의 누이인 마라 브란코비치가 등장한다. 그녀는 무라드 2세의 부인 중 한 명이었다. 스테판은 그 문서에서 셋째였다. 그의 여동생은 칸타쿠지나(Cantacuzina)라는 이름으로 등장하며, 라틴어로 된 것에서는 어머니의 처녀적 성으로 나온다. 이후 가계도에서 그녀에게 카타리나(Katarina)라는 이름을 붙여준다. 그녀는 울리히 2세 폰 칠리와 혼인했다. 막내는 라자르 브란코비치이며, 아버지를 이어 작위를 계승한다.

## 통치

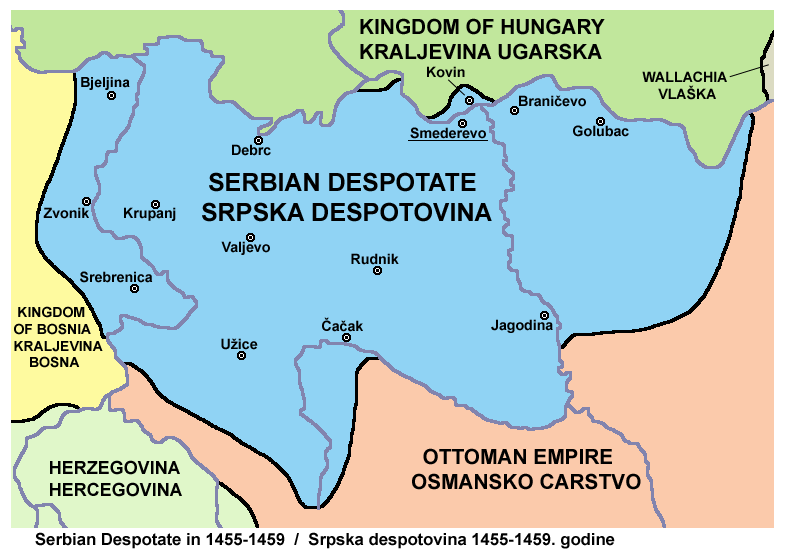
세르비아 전제공국, 1455-1459

니콜에 따르면, 스테판은 베네치아 공화국의 시민이 되었다고 한다. 그는 1441년에 그의 형제 그르구르와 함께 나란히 눈이 멀었다. 두 장님 형제는 아버지의 뒤를 이을 후계자로 후보로 누락되기도 했었다. 그들은 1458년에 라자르의 사망으로 브란코비치 가의 남자가 그들밖에 남지 않게 되면서 그 권리를 주장할 수 있었다.
피네에 따르면, 스테판은 라자르의 미망인 엘레네 팔라이올로기나와의 협력을 통해 권리를 확보했다고 한다. 그녀는 모레아 전제공 토마스 팔라이올로고스와 아카이아 공국의 카테리네 자카리아의 딸이다. 그러나 엘레네는 그녀의 딸 중 한 명을 보스니아 왕국의 왕자인 스체판 토마세비치와의 결혼을 주선시켰다. 거기다 사위를 위해 권좌를 확보하기에 나서기도 했다. 헝가리의 후녀디 마차시와 보스니아의 왕이자 토마세비치의 아버지인 스체판 토마시는 1459년 4월 8일에 스테판을 왕위에서 몰아내었다. 그들은 그들을 대신할 스체판 토마세비치를 왕위에 세웠다. 1459년이 끝날 쯤에 스테판은 친척들이 있는 알바니아를 여행하기로 결정한다. 1460년 중반에 그는 알바니아를 여행하던 중에 1460년 11월에 안젤리나 아리아니트 콤네니와 혼인한다. 안젤리나는 스칸데르베그와 혼인한 도니카의 자매이다. 스칸데르베그는 스테판에게 알려지지 않은 곳을 속지로서 준다. 1461년이 시작될 때, 스테판은 스칸데르베그의 추천장을 가지고 이탈리아를 방문하기도 했다.
세르비아 전제공국이 오스만에게 멸망하자, 스테판의 아들 요반 브란코비치는 세르비아 난민들을 이끌고 헝가리 왕국으로 건너갔다. 그곳에 요반은 세르비아의 전제공으로서 인정받게 되었다.

## 혼인과 자녀
1461년, 스테판은 슈코더르의 군주와 두러스의 제르지 아리아니티의 딸 안젤리나 아리아니트 콤네니와 혼인했다. 그들은 4명 또는 5명의 자녀를 두었다:
- 요반 (1502년 12월 10일 사망) :마사렐리 필사본에서 첫째로 언급되었다. 헝가리 왕국의 라이첸(Raitzen) 지역의 명목상 전제공이다. 옐레나 약시츠(Jelena Jaksić)와 혼인했다. 그녀는 1502년에 기록된 문서에서 "세르비아의 전제공 부인, 헬레나"라고 언급된다.
- 조르제 (1516년 1월 18일 사망) : 마사렐리 필사본에서 둘째로 언급되었다. [헝가리 왕국]]의 라이첸(Raitzen) 지역의 명목상 전제공이다. 나르도 공작 아질베르토(Agilberto)의 딸 이사벨라 델 발초(Isabella del Balzo)와 혼인했다. 이후 "막심"이라는 세례명의 수도승이 되었다. 1508년에서 1521년부터 웅그로-왈라키아에 다시 모습을 드러냈다. 그는 또한 베오그라드의 대주교 지위 또한 지녔었다.
- 이레네(Irene) : 마사렐리 필사본에서 셋째로 언급되었다. 어린 나이에 사망한 것으로 추정.
- 마리야(Marija, 1495년 8월 27일 사망) : 마사렐리 필사본에서 넷째이자 막내로 언급되었다. 몬페라토 후작 보니파초 3세 디 몬페라토(1424년–1494년, 1483년–1494년 재임)와 혼인한다.
- 밀리차(Milica, 1554년 1월 30일 사망) : 마사렐리 필사본에서는 없고, 가계도에서만 등장한다. 왈라키아의 공주인 네아고에 바사라브와 혼인.